# Pierluigi Pagni
Pierluigi Pagni (Livorno, 26 giugno 1939) è un ex calciatore italiano, di ruolo difensore.

## Carriera

Campionato 1964-65: Stretta di mano tra i capitani Sivori e Pagni prima di Lazio-Juventus.

Viene acquistato dalla Lazio nel 1958 proveniente dall'ASSI Spartacus. Dopo tre anni passati tra le riserve, fa il suo esordio in Serie A il 26 marzo 1961 nell'incontro che vede la Lazio affrontare in casa la Fiorentina. È proprio una sua autorete che all'86º dà la vittoria ai viola che si impongono per 2-1. La domenica seguente viene confermato titolare contro il Padova ed è nuovamente una sconfitta casalinga sempre per 1-2.
Non gioca più fino al termine dell'annata 1960-61, conclusasi con la prima retrocessione della storia della Lazio, e l'annata successiva va in prestito alla formazione calabrese del Cosenza, militante in Serie B.
Torna alla Lazio nel 1962 e per cinque campionati è uno degli inamovibili della formazione romana, indossando quasi sempre la maglia numero 5 e ricoprendo spesso il ruolo di capitano. Con i biancocelesti realizza un solo gol nella partita Modena-Lazio del 23 ottobre 1963, persa dai capitolini per 2-1.
Nel novembre 1968 il presidente Paolo Mazza, che spera di salvare la sua SPAL dalla retrocessione, lo acquista con la formula del prestito, assieme a Giulio Cesare Spagni per fargli disputare il campionato cadetto. La sua missione non riesce e la SPAL retrocede, mentre Pagni gioca le sue ultime 15 partite in Serie B. Dal 1969 al 1971 milita in Serie D con la maglia della VJS Velletri.
Il suo bilancio nella Lazio è di 180 presenze complessive di cui 168 in campionato, 11 in Coppa Italia ed una in Coppa delle Alpi.

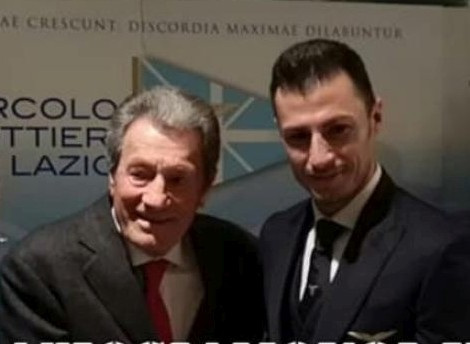
L'ex capitano Pierluigi Pagni (a Sn) a gennaio 2019 in occasione dell'evento per i 119 anni della fondazione della S.S. Lazio, col difensore romeno Ștefan Radu.

## Palmarès
- Coppa Italia: 1

Lazio: 1958